# Irish Volunteers (18. Jahrhundert)

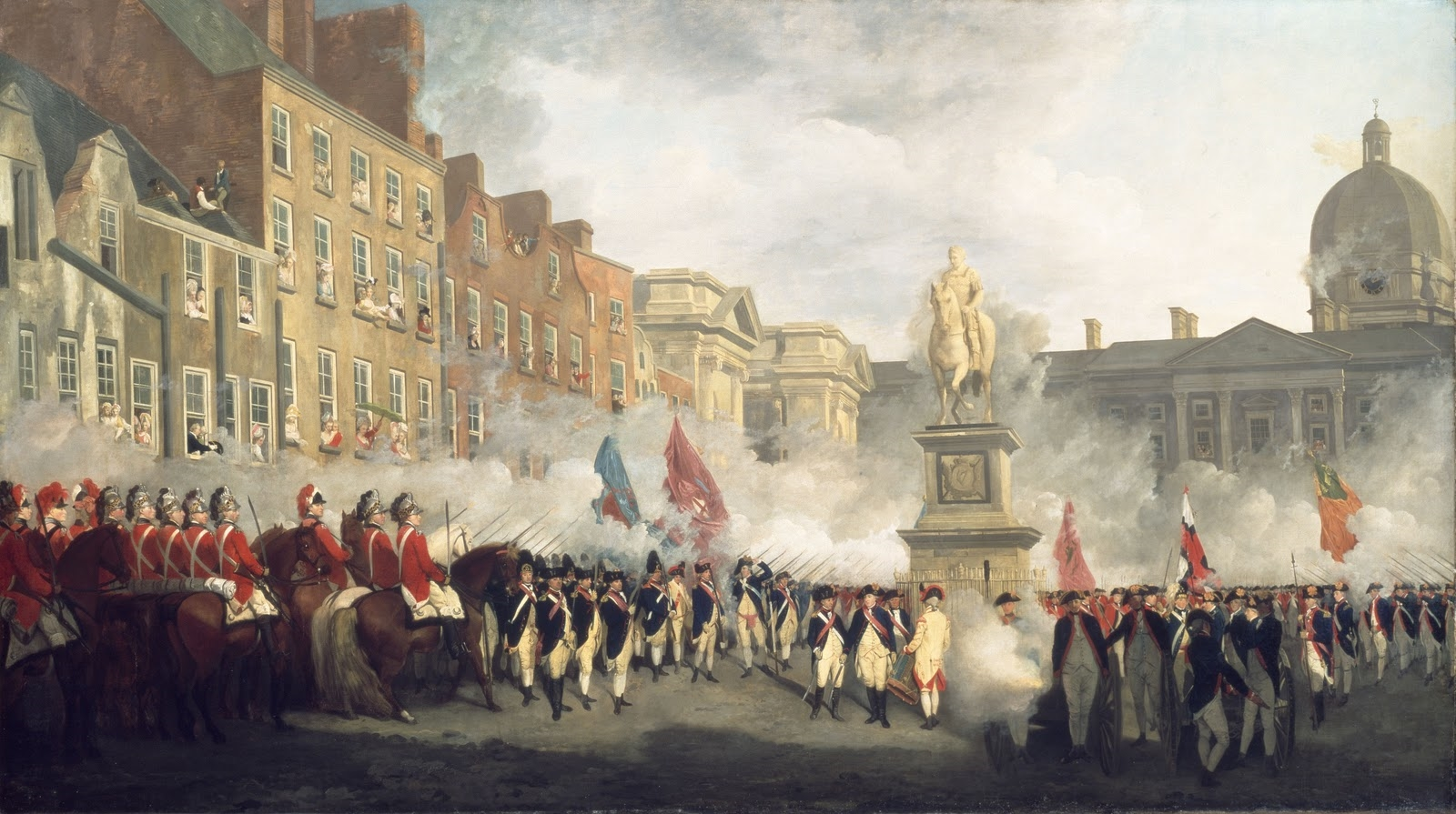
Porträt von Francis Wheatley von den Dublin Volunteers auf College Green, Dublin (1779)

Die Irish Volunteers waren eine Bürgerwehr des späten 18. Jahrhunderts in Irland. Die Volunteers wurden im Jahr 1778 in Belfast gegründet, um Irland gegen eine feindliche Invasion zu schützen, nachdem ein Großteil der regulären britischen Soldaten im Zuge des Amerikanischen Unabhängigkeitskriegs aus Irland abgezogen worden war. Die Volunteers waren jedoch niemals der Regierung unterstellt und obwohl sie anfangs loyal gegenüber der englische Krone gewesen waren, wurden sie schnell von politischen irischen Kräften beherrscht. Schon 1779 hatten die Volunteers unter Lord Charlemont über 100.000 Mitglieder.
Die Volunteers mussten selbst für ihre Waffen und Uniformen bezahlen und wurden daher von Henry Grattan als "bewaffneter Besitz der Nation" bezeichnet. Sie galten als Organisation mit liberalen politischen Ansichten, denn obwohl (laut der Penal Laws) sich nur anglikanische Protestanten bewaffnen durften, nahmen die Volunteers auch Katholiken und Presbyterianer auf. Zusätzlich wurden die Offiziere aus der breiten Masse gewählt. 1779 demonstrierten die Irish Volunteers in Dublin für Freihandel zwischen Irland und England – bisher wurden irische Güter in England mit Strafzöllen belegt. Die Demonstration – vollständig bewaffnet – fand unter dem Motto "Freihandel oder schnelle Revolution" (Free trade or a Speedy Revolution) statt. Obwohl die Gruppe wohl keine Gewalt angewendet hätte, wurden die Forderungen der Volunteers von der britischen Regierung schnell erfüllt. 1782, nach Massenaufläufen der Volunteers und einer parlamentarischen Gruppe unter Henry Grattan, erhielt das irische Parlament größere Machtbefugnisse. Radikale nannten diese Zugeständnisse der Engländer die Verfassung von 1782.
Die Volunteers verloren nach dem Kriegsende in Amerika im Jahr 1783 an Macht, zeigten jedoch teilweise Verbundenheit mit der Französischen Revolution. 1793 wurde die Gruppierung per Gesetz verboten, nachdem England dem revolutionären Frankreich den Krieg erklärte. Einige der Volunteers traten später den radikaleren United Irishmen bei, die eine unabhängige irische Republik anstrebten und die Irische Rebellion von 1798 starteten.
1913 gründete Eoin MacNeill eine Organisation mit gleichen Namen, die Home Rule zum Ziel hatte, also die Unabhängigkeit von Irland gegenüber Großbritannien.